# Havenstaatcontrole
Havenstaatcontrole (meestal aangeduid in het Engels als Port State Control) staat voor de controle van buitenlandse schepen in nationale havens, waaraan Canada als enig niet-Europees land meedoet. Dit naar aanleiding van de op 26 januari 1982 afgesloten Paris Memorandum of Understanding (Paris MoU). Het doel is het elimineren van substandaard schepen. Het secretariaat van het Paris MoU is ondergebracht bij de Inspectie voor Leefomgeving en Transport (vh. Inspectie Verkeer en Waterstaat).
In 1978 waren een aantal West-Europese landen in Den Haag een memorandum overeengekomen waarin afspraken werden gemaakt om te controleren of de arbeidsomstandigheden aan boord conform de regels van de ILO was. Toen dat jaar de Amoco Cadiz zonk, werd besloten om ook veiligheid en vervuilingpreventie mee te nemen in de inspecties. Hiertoe werd in 1982 de Paris MoU afgesloten waarmee de havenstaatcontrole werd ingesteld in uiteindelijk 25 Europese landen plus Canada en Rusland. Feitelijk was dit een reactie op het tekortschieten van de controles van de vlaggenstaten en dan vooral de goedkope vlaggen, die dit gedelegeerd hebben naar classificatiebureaus. Hoewel de uiteindelijke verantwoordelijkheid van de zeewaardigheid van de schepen bij de vlaggenstaat ligt, kunnen havenstaten eisen stellen aan de schepen die hun havens bezoeken. Het is een vangnet dat in werking moet treden, als de vlaggenstaat en classificatiebureau steken laten vallen.
Jaarlijks vinden er circa 23.000 inspecties plaats in havens van de 27 aangesloten landen. Daarbij wordt gekeken naar de staat van het schip op het gebied van veiligheid en milieu, de kwalificaties van de bemanning en de werk en leefomstandigheden aan boord. In Nederland is de Inspectie Verkeer en Waterstaat hiervoor verantwoordelijk, in België het FOD Mobiliteit en Vervoer. Als eigenaren geconstateerde gebreken aan een schip niet repareren, dan wordt dat schip de toegang tot de havens in Europa (inclusief Rusland) en Canada ontzegd, of aan de ketting gelegd. Bekende voorbeelden zijn de Otapan en de Sandrien.
Andere landen zijn ook samenwerkingsverbanden aangegaan om Port State Control uit te voeren. Zo maken Aruba, de Nederlandse Antillen en Suriname deel uit van de Caribbean MoU:
| MoU                     | Gebied                             | Aantal landen | In werking      |
| ----------------------- | ---------------------------------- | ------------- | --------------- |
| Paris MoU               | Europa en Noord-Atlantische gebied | 27            | 1 juli 1982     |
| Acuerdo de Viña del Mar | Latijns-Amerikaanse gebied         | 13            | 5 november 1992 |
| Tokyo MoU               | Azië-Pacific gebied                | 18            | 1 december 1993 |
| Caribbean MoU           | Caribisch Gebied                   | 22            | 9 februari 1996 |
| Mediterranean MoU       | Middellandse Zeegebied             | 10            | 11 juli 1997    |
| Indian Ocean MoU        | Indische Oceaan-gebied             | 12            | 5 juni 1998     |
| Abuja MoU               | West- en Centraal-Afrikagebied     | 19            | 22 oktober 1999 |
| Black Sea MoU           | Zwarte Zeegebied                   | 6             | 7 april 2000    |
| Riyadh MoU              | Perzische Golfgebied               | 6             | 30 juni 2004    |

De Verenigde Staten zijn geen lid van een MoU, maar de United States Coast Guard is observator van een aantal MoU's en voert zelfstandig Port State Control uit in Amerikaanse havens.